# Federico Todeschini
Federico Jordán Todeschini (Rosario, 8 de agosto de 1975) es un exjugador argentino de rugby que se desempeñaba como apertura.
Jugó para los Pumas de 1998 a 2008. Es recordado por ser nombrado jugador del partido contra el XV de la Rosa el 11 de noviembre de 2006.

## Participaciones en Copas del Mundo
Todeschini solo jugó una Copa Mundial, la de Francia 2007. Argentina venció a Francia en la inauguración del torneo, Georgia, Namibia e Irlanda para ganar su grupo. En Cuartos de final vencerían a Escocia para hacer historia y llegar por primera vez a Semifinales donde enfrentaron a los eventuales campeones mundiales, los Springboks, siendo la única derrota en el torneo. Por el tercer puesto Argentina enfrentó a Les Bleus donde una vez más Los Pumas triunfaron 34-10. Todeschini fue suplente en la mayoría de los partidos, pero jugó de titular contra Namibia donde marcó un try y una conversión.
| Mundial                       | Sede    | Resultado     | PJ | Tries | Conversión | Penal tries |
| ----------------------------- | ------- | ------------- | -- | ----- | ---------- | ----------- |
| Copa Mundial de Rugby de 2007 | Francia | Tercer puesto | 5  | 1     | 1          | 1           |

## Palmarés
- Campeón del Torneo Sudamericano de 2006.
- Campeón de la Copa de Francia de 2001/02.